# Campbeltown single malts

Regiony Szkocji według producentów whisky

Campbeltown Single Malts – single malt whisky, destylowane w rejonie Campbeltown, w południowej części półwyspu Kintyre w Szkocji. Niegdyś region ten przodował w produkcji whisky, skupiając w latach 1880-1920 32 producentów i roszcząc sobie tytuł "światowej stolicy whisky". Następnie cała branża w rejonie podupadła, głównie z powodu światowej zapaści ekonomicznej oraz pogarszającej się jakości samej whisky (wielu producentów korzystając z popularności rejonu zaczęła iść na ilość nie na jakość).
Tylko trzech producentów whisky pozostało w Campbeltown: Springbank, Glen Scotia oraz niedawno ponownie otwarta destylarnia Glengyle, która pierwszą serię whisky planowała wypuścić  w 2014 pod nazwą Kilkerran, tak by uniknąć pomyłek z Highland vatted whisky sprzedawanej już jako Glengyle.
Sama destylarnia Springbank wydaje trzy odmienne whisky: Springbank, Hazelburn oraz Longrow.